# Neutral Milk Hotel
Neutral Milk Hotel fue un grupo musical estadounidense de indie rock, formado en Ruston, Luisiana. El grupo está conformado principalmente por su líder, el compositor y cantante Jeff Mangum, junto a otros músicos que participaron en las grabaciones de los dos álbumes de estudio. Dentro de sus colaboradores se encuentra Jeremy Barnes (batería), Scott Spillane, Julian Koster (banjo/bajo/serrucho) y Robert Schneider (productor-instrumentalista). Neutral Milk Hotel perteneció a The Elephant 6 Recording Company, una comunidad de grupos que compartían miembros y tenían en común el género alternativo.
El primer lanzamiento bajo el nombre de Neutral Milk Hotel fue el Ep Everything is del año 1994, una breve colección de canciones hechas por Magnum. 
En el álbum debut de la banda On Avery Island, se unió a Magnum su amigo de la infancia, el cantante Robert Schneider, quien contribuyó con la producción y la instrumentación. Tras el lanzamiento del álbum, la banda estaba completa y comenzó una extensa gira.
Neutral Milk Hotel lanzó «In The Aeroplane Over The Sea» en 1998 y se convirtió en su álbum más conocido y aclamado por la crítica. Aunque el álbum no cumplió con el éxito comercial en el momento del lanzamiento, se han llegado a vender más de 300.000 copias y recibió elogios de la crítica de varias publicaciones, incluyendo Magnet Magazine, All Music y Pazz & Jop.

## Discografía

### Milk
Después de su colaboración dentro del grupo "Olivia Tremor Control, Jeff Mangum comenzó a trabajar en la producción de una serie de cintas bajo el sobrenombre de "Milk", de las cuales hay alrededor de una docena de ellas en existencia y nunca se llegaron a comercializar, por lo cual no han sido reveladas al público hasta el día de hoy.
Después de esto, la serie de cintas se convirtió en un proyecto personal de Mangum y pasaría a llamarse "Neutral Milk Hotel", bajo el cual lanzó en 1991 "Invent Yourself a Shortcake", una serie de canciones experimentales grabadas con producción casera en donde se encuentran elementos del sonido que usarían en sus dos álbumes futuros. Este álbum tampoco fue comercializado. 
En 1992 grabó la cinta "Beauty", la cual se ha mantenido fuera del público y se sabe poco de ella, pues el mismo Jeff Mangum se ha rehusado compartirla, sin embargo a pesar de ello se ha logrado filtrar en internet aunque sigue siendo sujeto de debate cuál cinta es cuál, pues hay más de una cinta de Mangum llamada Beauty, no todas dentro del proyecto Milk o Neutral Milk Hotel.

### Hype City Soundtrack
En 1993 Mangum logra grabar la cinta "Hype City Soundtrack", la primera de las cintas bajo el proyecto de Neutral Milk Hotel en ser publicadas y comercializadas para el público. La cinta originalmente contenía 10 canciones, pero más tarde fue reeditada de manera que las canciones Tea Time y Bomb Drop fuesen separadas en lugar de ir juntas dentro del mismo track, además también de cambiar el nombre de algunas canciones. 
A lo largo de esta serie de casetes Mangum incluiría elementos que más tarde formarían parte de sus álbumes, tales como las canciones Gardenhead, Synthetic Flying Machine, Engine, las cuales podemos ver en sus etapas tempranas antes de ser trabajadas.
En 1994 Mangum graba el demo "Everything Is" que consistía de dos canciones, y sería el último de la serie de grabaciones de bajo perfil del proyecto Neutral Milk Hotel para pasar a ser una banda de manera formal. El demo fue lanzado por Cher Doll Records ese mismo año.

### On Avery Island
Su primer Álbum On Avery Island, esta vez grabado en Denver, Colorado en una máquina de cinta de cuatro pistas de carrete a carrete, donde Mangum fue respaldado por el productor Schneider siendo lanzado por Merge Records en 1996. Después del lanzamiento de On Avery Island, Neutral Milk Hotel se convirtió en una banda de pleno derecho, como Julian Koster, Spillane Scott y Jeremy Barnes se unió a Mangum, la banda ahora con sede en Nueva York. Poco después, se trasladó a Atenas, Georgia, donde muchos de los amigos de Mangum había comenzado a asentarse, y la discográfica Elephant 6 comenzó a tomar forma. Después de esto, la banda regresó a Denver, para grabar un seguimiento adecuado de On Avery Island.

### In The Aeroplane Over The Sea
El segundo álbum de la banda, In The Aeroplane Over The Sea, lanzado en 1998 y también producido por Schneider, es un álbum notable y ampliamente aclamado por la crítica . Es en gran parte inspirado en la historia de la víctima del Holocausto Ana Frank. Durante las actuaciones en vivo, incluyendo el publicado bajo el título Live at Joe Inquieto, Mangum ha descrito algunas de las canciones de este álbum basado en los sueños urgente y recurrente que tenía de una familia judía durante la Segunda Guerra Mundial. El álbum fue muy elogiado por la crítica por su instrumentación locamente inventiva y letras provocativas y apasionadas.

### Ferris Wheel On Fire
Después de la desaparición de Jeff Mangum y el hiato indefinido después del éxito del segundo álbum, 13 años después, en 2011, Neutral Milk Hotel lanza el EP "Ferris Wheel On Fire" como parte de un box set, el cual contiene canciones grabados entre las épocas tempranas de Milk en 1992, durante las grabaciones de On Avery Island en 1995, y después de la gira de "In The Aeroplane Over The Sea" en el año 2000. Este EP contiene canciones terminadas que no llegaron a ser parte de ninguno de los dos álbumes principales de la banda, y versiones tempranas alternas a canciones ya lanzadas. También durante este tiempo lanzaron la canción "Little Birds" como sencillo de la cual solo se tenía versiones en vivo y de baja calidad anteriormente.

## Miembros

### Miembros principales
- Jeff Mangum - Guitarra, Cantante, Teclados, Bajo (solo estudio), Batería (temprano) (1989-1999, 2013-2015)
- Jeremy Barnes - Batería, Piano, Órgano (1996-1999, 2013-2015)
- Scott Spillane - Trompeta , Fliscorno, Trombón, Bombardino, Guitarra, Órgano (1996-1999, 2013-2015)
- Julian Koster - Bajo, Acordeón, Sierra musical, Banyo, Teclado, Órgano(1996-1999, 2013-2015)

### Miembros en vivo
- Jeremy Thal - Uilleann pipes , Fliscorno, Trombón, Trompeta, Bajo (2013-2015)

## Discografía

### Álbumes
- On Avery Island, 1996.
- In the Aeroplane Over the Sea, 1998.

### EP
- Everything Is, 1994.
- Ferris Wheel on Fire, 2011.

### Sencillos
- Everything is, 1993
- Holland, 1945, 1998.
- You've passed / Where you'll find me now, 2011
- Little birds, 2011